# Abcdefu
"abcdefu" (gestileerd in kleine letters) is een single van de Amerikaanse zangeres Gayle, uitgebracht op 13 augustus 2021, via Atlantic en Arthouse Records. Het werd mede geschreven door Gayle met Sara Davis en David Pittenger, en geproduceerd door Pete Nappi. "abcdefu" haalde de top 20 van de Amerikaanse Billboard Hot 100. Daarnaast stond "abcdefu" bovenaan de lijst in Finland en in de top tien van de hitlijsten in Australië, Oostenrijk, België (Vlaanderen), Canada, Duitsland, India, Ierland, Nieuw-Zeeland, Noorwegen, Zweden, Zwitserland, en het Verenigd Koninkrijk.

## Achtergrond en promotie
Het nummer is de eerste release sinds de 17-jarige zangeres uit Nashville tekende bij Atlantic in 2021. Op 31 maart 2021 onthulde Gayle op Instagram dat ze haar middelvinger had ontwricht, en de röntgenscan van het ziekenhuis werd gebruikt voor de albumhoes van de single.
Het nummer bereikte binnen een paar maanden na de release mainstream-succes en overtrof meer dan 100 miljoen wereldwijde streams, vanaf december 2021. De zangeres heeft sindsdien verschillende versies van het nummer uitgebracht, waaronder de demo, een "chill-versie" en een "angrier-versie".

## Hitlijsten

### Nederlandse Top 40
| Hitnotering: 04-12-2021 t/m 09-04-2022 | Hitnotering: 04-12-2021 t/m 09-04-2022 | Hitnotering: 04-12-2021 t/m 09-04-2022 | Hitnotering: 04-12-2021 t/m 09-04-2022 | Hitnotering: 04-12-2021 t/m 09-04-2022 | Hitnotering: 04-12-2021 t/m 09-04-2022 | Hitnotering: 04-12-2021 t/m 09-04-2022 | Hitnotering: 04-12-2021 t/m 09-04-2022 | Hitnotering: 04-12-2021 t/m 09-04-2022 | Hitnotering: 04-12-2021 t/m 09-04-2022 | Hitnotering: 04-12-2021 t/m 09-04-2022 | Hitnotering: 04-12-2021 t/m 09-04-2022 | Hitnotering: 04-12-2021 t/m 09-04-2022 | Hitnotering: 04-12-2021 t/m 09-04-2022 | Hitnotering: 04-12-2021 t/m 09-04-2022 | Hitnotering: 04-12-2021 t/m 09-04-2022 | Hitnotering: 04-12-2021 t/m 09-04-2022 | Hitnotering: 04-12-2021 t/m 09-04-2022 | Hitnotering: 04-12-2021 t/m 09-04-2022 | Hitnotering: 04-12-2021 t/m 09-04-2022 | Hitnotering: 04-12-2021 t/m 09-04-2022 |
| Week:                                  | 1                                      | 2                                      | 3                                      | 4                                      | 5                                      | 6                                      | 7                                      | 8                                      | 9                                      | 10                                     | 11                                     | 12                                     | 13                                     | 14                                     | 15                                     | 16                                     | 17                                     | 18                                     | 19                                     |                                        |
| -------------------------------------- | -------------------------------------- | -------------------------------------- | -------------------------------------- | -------------------------------------- | -------------------------------------- | -------------------------------------- | -------------------------------------- | -------------------------------------- | -------------------------------------- | -------------------------------------- | -------------------------------------- | -------------------------------------- | -------------------------------------- | -------------------------------------- | -------------------------------------- | -------------------------------------- | -------------------------------------- | -------------------------------------- | -------------------------------------- | -------------------------------------- |
| Positie:                               | 20                                     | 9                                      | 6                                      | 5                                      | 4                                      | 4                                      | 3                                      | 4                                      | 4                                      | 4                                      | 4                                      | 4                                      | 4                                      | 3                                      | 3                                      | 4                                      | 5                                      | 13                                     | 32                                     | uit                                    |

### NederlandseSingle Top 100
| Hitnotering: 27-11-2021 t/m 14-05-2022 | Hitnotering: 27-11-2021 t/m 14-05-2022 | Hitnotering: 27-11-2021 t/m 14-05-2022 | Hitnotering: 27-11-2021 t/m 14-05-2022 | Hitnotering: 27-11-2021 t/m 14-05-2022 | Hitnotering: 27-11-2021 t/m 14-05-2022 | Hitnotering: 27-11-2021 t/m 14-05-2022 | Hitnotering: 27-11-2021 t/m 14-05-2022 | Hitnotering: 27-11-2021 t/m 14-05-2022 | Hitnotering: 27-11-2021 t/m 14-05-2022 | Hitnotering: 27-11-2021 t/m 14-05-2022 | Hitnotering: 27-11-2021 t/m 14-05-2022 | Hitnotering: 27-11-2021 t/m 14-05-2022 | Hitnotering: 27-11-2021 t/m 14-05-2022 | Hitnotering: 27-11-2021 t/m 14-05-2022 | Hitnotering: 27-11-2021 t/m 14-05-2022 | Hitnotering: 27-11-2021 t/m 14-05-2022 | Hitnotering: 27-11-2021 t/m 14-05-2022 | Hitnotering: 27-11-2021 t/m 14-05-2022 | Hitnotering: 27-11-2021 t/m 14-05-2022 | Hitnotering: 27-11-2021 t/m 14-05-2022 | Hitnotering: 27-11-2021 t/m 14-05-2022 | Hitnotering: 27-11-2021 t/m 14-05-2022 | Hitnotering: 27-11-2021 t/m 14-05-2022 | Hitnotering: 27-11-2021 t/m 14-05-2022 | Hitnotering: 27-11-2021 t/m 14-05-2022 | Hitnotering: 27-11-2021 t/m 14-05-2022 |
| Week:                                  | 1                                      | 2                                      | 3                                      | 4                                      | 5                                      | 6                                      | 7                                      | 8                                      | 9                                      | 10                                     | 11                                     | 12                                     | 13                                     | 14                                     | 15                                     | 16                                     | 17                                     | 18                                     | 19                                     | 20                                     | 21                                     | 22                                     | 23                                     | 24                                     | 25                                     |                                        |
| -------------------------------------- | -------------------------------------- | -------------------------------------- | -------------------------------------- | -------------------------------------- | -------------------------------------- | -------------------------------------- | -------------------------------------- | -------------------------------------- | -------------------------------------- | -------------------------------------- | -------------------------------------- | -------------------------------------- | -------------------------------------- | -------------------------------------- | -------------------------------------- | -------------------------------------- | -------------------------------------- | -------------------------------------- | -------------------------------------- | -------------------------------------- | -------------------------------------- | -------------------------------------- | -------------------------------------- | -------------------------------------- | -------------------------------------- | -------------------------------------- |
| Positie:                               | 33                                     | 13                                     | 6                                      | 4                                      | 5                                      | 17                                     | 5                                      | 4                                      | 5                                      | 5                                      | 8                                      | 7                                      | 9                                      | 8                                      | 9                                      | 15                                     | 19                                     | 23                                     | 22                                     | 24                                     | 34                                     | 52                                     | 64                                     | 69                                     | 85                                     | uit                                    |

### VlaamseUltratop 50
| Hitnotering: 27-11-2021 t/m 02-07-2022 | Hitnotering: 27-11-2021 t/m 02-07-2022 | Hitnotering: 27-11-2021 t/m 02-07-2022 | Hitnotering: 27-11-2021 t/m 02-07-2022 | Hitnotering: 27-11-2021 t/m 02-07-2022 | Hitnotering: 27-11-2021 t/m 02-07-2022 | Hitnotering: 27-11-2021 t/m 02-07-2022 | Hitnotering: 27-11-2021 t/m 02-07-2022 | Hitnotering: 27-11-2021 t/m 02-07-2022 | Hitnotering: 27-11-2021 t/m 02-07-2022 | Hitnotering: 27-11-2021 t/m 02-07-2022 | Hitnotering: 27-11-2021 t/m 02-07-2022 | Hitnotering: 27-11-2021 t/m 02-07-2022 | Hitnotering: 27-11-2021 t/m 02-07-2022 | Hitnotering: 27-11-2021 t/m 02-07-2022 | Hitnotering: 27-11-2021 t/m 02-07-2022 | Hitnotering: 27-11-2021 t/m 02-07-2022 | Hitnotering: 27-11-2021 t/m 02-07-2022 |
| Week:                                  | 1                                      | 2                                      | 3                                      | 4                                      | 5                                      | 6                                      | 7                                      | 8                                      | 9                                      | 10                                     | 11                                     | 12                                     | 13                                     | 14                                     | 15                                     | 16                                     | 17                                     |
| -------------------------------------- | -------------------------------------- | -------------------------------------- | -------------------------------------- | -------------------------------------- | -------------------------------------- | -------------------------------------- | -------------------------------------- | -------------------------------------- | -------------------------------------- | -------------------------------------- | -------------------------------------- | -------------------------------------- | -------------------------------------- | -------------------------------------- | -------------------------------------- | -------------------------------------- | -------------------------------------- |
| Positie:                               | 41                                     | 8                                      | 9                                      | 2                                      | 3                                      | 6                                      | 4                                      | 4                                      | 3                                      | 2                                      | 3                                      | 2                                      | 2                                      | 4                                      | 4                                      | 5                                      | 11                                     |
| Week:                                  | 18                                     | 19                                     | 20                                     | 21                                     | 22                                     | 23                                     | 24                                     | 25                                     | 26                                     | 27                                     | 28                                     | 29                                     | 30                                     | 31                                     | 32                                     |                                        |                                        |
| Positie:                               | 3                                      | 9                                      | 10                                     | 13                                     | 13                                     | 19                                     | 22                                     | 19                                     | 30                                     | 31                                     | 29                                     | 36                                     | 45                                     | 40                                     | 41                                     | uit                                    |                                        |